# Молящийся город
Молящийся город (англ. Praying town) — поселение в Новой Англии, основанное английским колониальным правительством в попытке обратить местных индейцев в христианство. Коренные американцы, которые переехали в эти города, были известны как молящиеся индейцы. 

## История

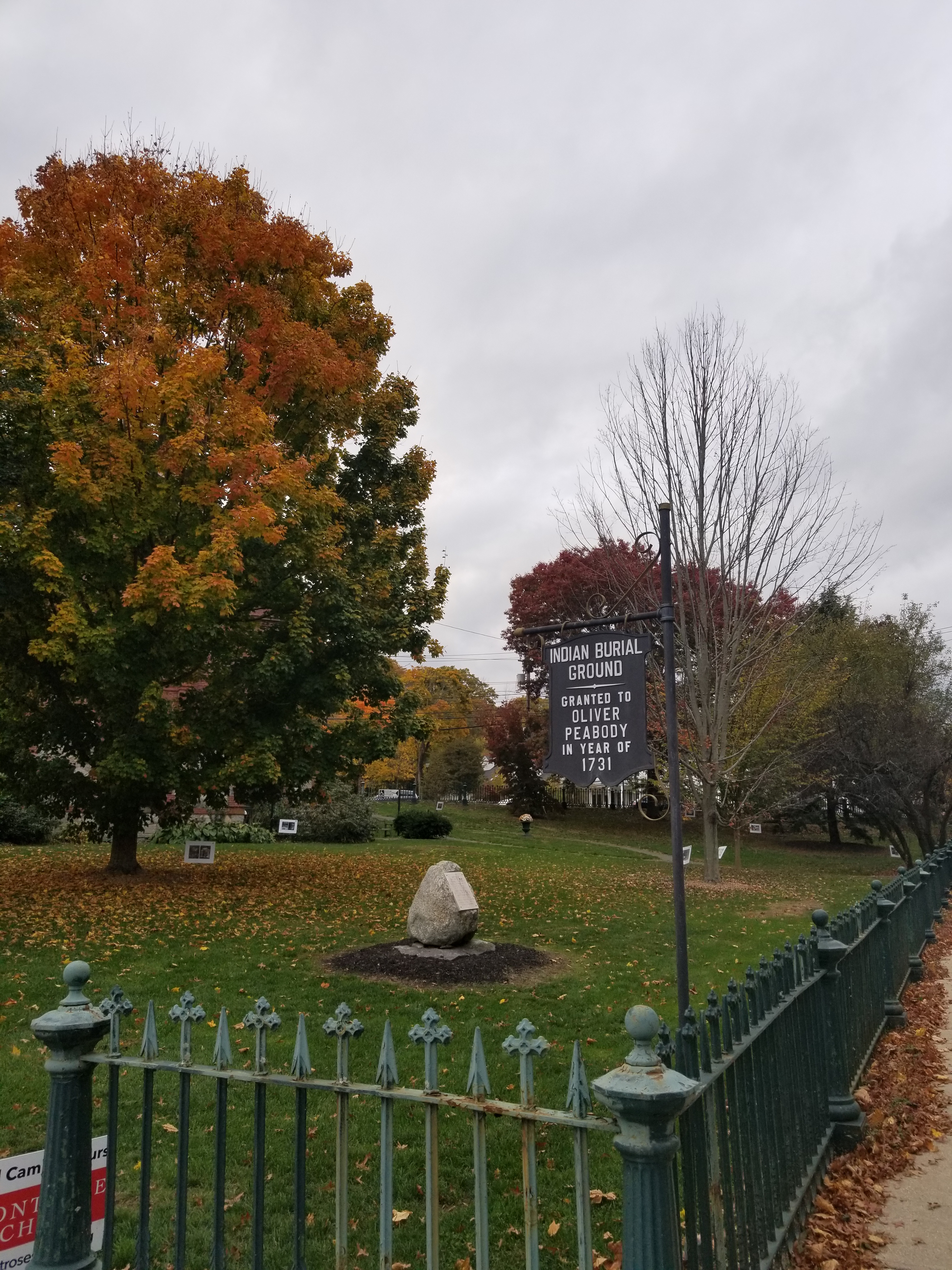
Индейское кладбище в молящемся городе Натик

Пуританский миссионер и лексикограф Джон Элиот сыграл важную роль в создании молящихся городов. В 1630—1640-х годах Элиот работал с двуязычными индейцами, в том числе с Джоном Сассамоном, который остался сиротой из-за пандемии оспы 1633 года, и Кокено, порабощенным монтаукским пленником Пекотской войны, чтобы перевести несколько христианских книг, включая Библию, на массачусетский язык. Достаточно изучив язык, Элиот начал проповедовать среди коренных американцев. Деятельность Элиота и других миссионеров была достаточно успешной — на юге Новой Англии было обращено в христианство около 4000 индейцев. Целью пуританских миссионеров при создании молящихся городов было обратить коренных американцев в христианство, а также перенять европейские обычаи и методы ведения сельского хозяйства. От них ожидалось, что они откажутся от собственного культурного образа жизни, одежды, религии и всего остального, что колонисты считали диким и нецивилизованным. Генеральный суд Массачусетс-Бэй признал работу Джона Элиота и помог основать дополнительные молящиеся города.
Между 1651 и 1675 годами Генеральный суд колонии Массачусетс-Бэй учредил 14 молящихся городов. Первые два молящихся города — Натик (1651 год) и Понкапоаг (1654 год) были в основном населены массачусетами. Ваймсит был основан для народа потакет, входившего в конфедерацию пеннакуков. Другие молящиеся города, такие как Вабквассет, Квиннетуссет и Маанексит, были основаны для нипмуков. Позднее другие английские колонии Новой Англии также основали несколько молящихся городов. 
После окончания Войны Короля Филиппа в 1677 году Генеральный суд расформировал 10 из первоначальных 14 городов, остальные были отданы под надзор колонистов. Многие индейские общины выжили и сохранили свои собственные религиозные и образовательные системы. Хотя молящиеся города добились определённых успехов, они никогда не достигали того уровня, на который надеялся Джон Элиот. Пуритане были довольны обращением в христианство, но молящиеся индейцы по-прежнему считались гражданами второго сорта и никогда не завоевывали той степени доверия или уважения со стороны колонистов, которую, как они надеялись, даст им обращение в христианство. Самоуправление оставшихся молящихся городов постепенно сокращалось в течение XVIII и XIX веков, и языки коренных американцев в конечном итоге вымерли. Большинство первоначальных молящихся городов пришли в упадок из-за эпидемий и потери общинной земельной собственности в течение столетий после их основания.